# 阿玛莉·迪德里克森
阿玛莉·迪德里克森（丹麥語：Amalie Dideriksen，1996年5月24日—）是一名丹麦女子公路和场地自行车运动员，2015年开始为Boels–Dolmans效力。她曾在2018年世界場地自由車錦標賽上获得女子全能赛银牌和女子集体出发赛铜牌。